# Международен пакт за икономически, социални и културни права
Международният пакт за икономически, социални и културни права (ICESCR) е многостранен договор, приет от Общото събрание на ООН на 16 декември 1966 г. с Резолюция 2200A (XXI), и влязъл в сила на 3 януари 1976 г. Той ангажира, участващите страни да работят за предоставяне на икономически, социални и културни права (ESCR) на несамоуправляващите се и доверителни територии и лица, включително трудови права и право на здраве, право на образование и право до адекватен жизнен стандарт. Към юли 2020 г. Пактът има 171 страни. Още четири държави, включително САЩ, подписват, но не ратифицират Пакта.
ICESCR е част от Международната харта за правата на човека, заедно с Всеобщата декларация за правата на човека и Международния пакт за граждански и политически права (ICCPR), включително първия и втория незадължителен протокол на последния. Пактът се наблюдава от Комитета на ООН за икономически, социални и културни права.